# Épafo
Épafo, na mitologia grega, foi um rei do Egito, filho de Zeus e Io. Ele e sua esposa Mênfis são os pais de Líbia. Pelos cálculos de Jerônimo de Estridão, ele teria nascido por volta de 1512 a.C., durante o reinado de Chenchres (há outras versões no texto de Jerônimo). Um de seus descendentes é Belo, outro rei do Egito.

## Sedução de Io
Io era uma princesa de Argos. Segundo Pseudo-Apolodoro, ela era filha de Argos  e Ismênia, filha de Asopo; mas Pseudo-Apolodoro também apresenta versões alternativas: segundo Castor, o analista ela era filha de Ínaco e segundo Hesíodo e Acusilau ela era filha de Piren, que aparece no texto de Pseudo-Apolodoro como o irmão que Belerofonte matou e levou a seu exílio. No texto Metamorfoses, de Ovídio, Io é filha de Ínaco. Segundo Jerônimo de Estridão, Io era filha de Prometeu, e teria nascido por volta de 1586 a.C., mas poderia também ter vivido na época de Cécrope I, e neste caso ela seria filha de Iaso e sua sedução por Zeus ocorreu em 1530 a.C., ou mesmo 60 a 90 anos depois de Cécrope.
Zeus seduziu Io quando ela era uma sacerdotisa de Hera, e esta a transformou em uma vaca branca, requisitou a vaca para si e colocou Argos Panoptes de guarda.
Pseudo-Apolodoro apresenta várias versões para quem seriam os pais de Argos Panoptes:
- Filho de Agenor, filho de Ecbasus, filho de Argos,[5] filho de Zeus e Níobe.[6]
- Segundo Ferecides, filho de Arestor.[2]
- Segundo Asclepíades, filho de Ínaco.[2]
- Segundo Cércope, filho de Argos e Ismênia, filha de Asopo.[2]
- Segundo Acusilau, autóctone.[2]

## Nascimento
Zeus encarregou Hermes de roubar a vaca, e, não conseguindo roubar em segredo, Hermes matou Argos; Hera enviou um inseto para infestar Io, que vagou da Grécia até o Egito, onde, à beira do rio Nilo, retornou à forma de mulher, dando à luz Épafo.
Hera enviou os curetes para sequestrar e matar o bebê, mas, depois que eles haviam levado Épafo, Zeus matou-os. Io foi até a Síria, e descobriu que a esposa do rei de Biblos estava amamentando seu bebê; mãe e filha retornaram ao Egito, onde Io se casou com Telégono, rei do Egito. Io fez uma estátua a Deméter, que os egípcios chamavam de Ísis, e passaram também a chamar Io de Ísis.

## Reinado
Épafo reinou sobre o Egito, se casou com Mênfis, filha do Nilo, e construiu a cidade de Mênfis  (em 1489 a.C.). Eles tiveram uma filha, Líbia, que teve, com Posidão, dois filhos, Agenor e Belo.